# Swetloje (Kaliningrad)
Swetloje (russisch Светлое, litauisch Kobelbūdė, deutsch Kobbelbude, Kreis Königsberg/Samland) ist eine Ortschaft in der Oblast Kaliningrad. Sie gehört zur kommunalen Selbstverwaltungseinheit Stadtkreis Gurjewsk im Rajon Gurjewsk.

## Geographische Lage
Swetloje liegt südwestlich der Gebietshauptstadt etwa acht Kilometer vom Frischen Haff entfernt an der Mündung des Flüsschens Stradick (russisch: Kornewka) in den Frisching (Prochladnaja) unweit der Autobahn Reichsautobahn Berlin–Königsberg. Innerorts begegnen sich die Kommunalstraße 27K-176 von Uschakowo (Brandenburg (Frisches Haff)), die Kommunalstraße 27K-089 von Doroschnoje (Altenberg) und Polewoje (Mahnsfeld) (frühere deutsche Reichsstraße 126) sowie die Regionalstraße 27A-023 von der Berlinka zur Bahnstation Swetloje an der Bahnstrecke Kaliningrad–Mamonowo, einem Abschnitt der ehemaligen Preußischen Ostbahn. Swetloje ist Haltepunkt der mit Kaliningrad verbindenden Elektritschka.

## Geschichte
Der Ort wird erstmals 1326 als Kobulbude im Urkundenbuch des Bistums Ermland erwähnt: „curiam nostram equorum, que Kobulbude dicitur“. Die Staatsdomäne war 782 ha groß. Der deutsche Name leitet sich ab von prußisch kobis, kobniks: Züchter, kobele: Stute. Schon zur Zeit des Deutschen Ordens wurde Pferdezucht betrieben. Oberamtmann Caspari begründete 1903 die Rinderzucht. Sein Sohn Gerhard Caspari machte sie mit 300 Hochleistungsmilchkühen über Ostpreußen hinaus bekannt.
Bis zum Ende des Zweiten Weltkrieges war Kobbelbude ein wichtiger Abzweigbahnhof, an dem die Hauptbahnlinie nach Allenstein von der Preußischen Ostbahn abzweigte.
Zwischen 1874 und 1945 war der Gutsbezirk Kobbelbude in den Amtsbezirk Mahnsfeld (heute russisch: Polewoje) eingegliedert und gehörte zum Landkreis Königsberg, ab 1939 Landkreis Samland, im Regierungsbezirk Königsberg der preußischen Provinz Ostpreußen. 
Infolge des Zweiten Weltkrieges kam Kobbelbude mit dem nördlichen Ostpreußen zur Sowjetunion. Im Jahr 1947 erhielt der Ort die russische Bezeichnung Swetloje und wurde gleichzeitig dem Dorfsowjet Zwetkowski selski Sowet im Rajon Kaliningrad zugeordnet. Später gelangte der Ort in den Nowomoskowski selski Sowet im Rajon Gurjewsk. Von 2008 bis 2013 gehörte Swetloje zur Landgemeinde Nowomoskowskoje selskoje posselenije und seither zum Stadtkreis Gurjewsk.

### Einwohnerentwicklung
| Jahr | Einwohner | Bemerkungen                                |
| ---- | --------- | ------------------------------------------ |
| 1910 | 299       |                                            |
| 1933 | 293       |                                            |
| 1939 | 429       |                                            |
| 2002 | 339       | Davon in der Siedlung Bahnhof Swetloje 179 |
| 2010 | 298       |                                            |

## Kirche
Die überwiegende Mehrheit der Einwohner Kobbelbudes waren vor 1945 evangelischer Konfession. Der Ort war in das Kirchspiel Mahnsfeld (heute russisch: Polewoje) eingepfarrt und gehörte zum Kirchenkreis Königsberg-Land I in der Kirchenprovinz Ostpreußen der Kirche der Altpreußischen Union.
Heute liegt Swetloje im Einzugsbereich der in den 1990er Jahren neu entstandenen evangelischen Gemeinde in Nowo-Moskowskoje (Poplitten). Sie ist Filialgemeinde der Auferstehungskirche in Kaliningrad (Königsberg) innerhalb der Propstei Kaliningrad der Evangelisch-lutherischen Kirche Europäisches Russland (ELKER).